# Distributed Feedback Laser
Distributed feedback laser (englisch, dt. Laser mit verteilter Rückkopplung), im Deutschen meist nur DFB-Laser genannt, sind Laserdioden, in denen das aktive Material periodisch strukturiert ist. Die Strukturen wechselnden Brechungsindexes bilden ein eindimensionales Interferenzgitter bzw. einen Interferenzfilter (Bragg-Spiegel). Die Interferenz führt zu wellenlängenselektiver Reflexion und bildet die optische Rückkopplung des Lasers. Bragg-Spiegel (DBR-Laser) sind eng mit den DFB-Lasern verwandt. 

## Eigenschaften
DFB- und DBR-Laserdioden verfügen über eine tiefere Schwellenstromgrenze und eine bessere Strahlqualität als konventionelle, nach dem Prinzip des Fabry-Pérot-Lasers arbeitende Laserdioden, deren Endflächen wie ein Fabry-Pérot-Interferometer wirken. So werden die beim Fabry-Perot-Laser entstehenden Nebenmoden, welche bei der Glasfaserkabel-Übertragung zu Dispersionseffekten führen, minimiert.
Während konventionelle Laserdioden auf mehreren longitudinalen Moden schwingen, arbeiten DFB- und DBR-Laser auf nur einer longitudinalen Mode.
Die spektrale Bandbreite der DFB- und DBR-Laser ist sehr gering. Die Abweichungen von der eingestellten Wellenlänge sind kleiner als 10−7. Bei einer Wellenlänge von 2 µm, entsprechend einer Frequenz von ca. 150 THz, betragen sie ca. 0,2 pm (0,0002 nm), entsprechend 15 MHz. Werte von 2 MHz sind im Labor erreichbar (Zum Vergleich: bei konventionellen Laserdioden beträgt die spektrale Bandbreite ca. 1 bis 4 nm).
DFB- und DBR-Laserdioden stellen eine preiswerte Alternative zu Wellenlängenselektionsverfahren außerhalb des Laserkristalls (external cavity diode laser, ECDL) dar, erreichen jedoch nicht deren noch höhere Stabilität (kleiner 1 MHz). Frequenzstabilisierte DFB-Laser gibt es mittlerweile auch im Wellenlängenbereich des Infrarot.
Während bei DFB-Laserdioden die Bragg-Struktur in der aktiven Zone (der Verstärkungszone) liegt, ist sie beim DBR-Laser außerhalb der aktiven Zone, jedoch in einem mit auf dem Chip integrierten Wellenleiter angeordnet. Beide Prinzipien können auch bei Faserlasern angewendet werden.
Sowohl DFB- als auch DBR-Laser lassen sich durch Temperatur- und Stromänderung verstimmen. Das erfordert einerseits für hohe Wellenlängenstabilität eine exakte Thermostatierung, ermöglicht jedoch andererseits eine Veränderung bzw. Einstellung der Wellenlänge innerhalb eines großen Bereiches. Zur Temperaturregelung bei gleichzeitiger Wärmeableitung werden thermoelektrische Kühler verwendet, die – bei Umpolung – auch heizen können.
DFB- und DBR-Laser werden auf Grund ihrer Genauigkeit in DWDM-Systemen (von engl. dense wavelength division multiplex), zur genauen Längenmessung, in der optischen Spektroskopie (Raman-Spektroskopie), zum Nachweis von Spurengasen (Anregung von Atom- und Molekülresonanzen) und zum Testen/Ausmessen von Glasfasern eingesetzt.
Da der Brechungsindex des Halbleitermaterials abhängig von der Elektronendichte ist, kann die Wellenlänge bei DBR-Lasern auch durch einen Strom durch die Bragg-Zone verändert werden. Diese Art der Wellenlängensteuerung ist wesentlich schneller als die Temperaturbeeinflussung. Da bei DFB-Laser die Bragg-Zone und die Verstärkungszone vom gleichen Strom durchflossen werden, verursacht dessen Modulation gleichzeitig eine Modulation der Amplitude und der Wellenlänge bzw. Frequenz. Diese schnelle Wellenlängenänderung wird Laser-Chirp genannt.
Für die Datenübertragung über längere Strecken verursacht eine Wellenlängenmodulation Dispersion. Deshalb werden für höhere Übertragungsgeschwindigkeiten > 1 Gbps die DFB-Laser meistens mit konstantem Strom betrieben und das optische Signal erst einem nachgeschalteten Modulator moduliert. Für die Amplitudenmodulation können dafür Elektro-Absorptions (EA) Modulatoren verwendet werden, die bereits auf dem DFB-Chip integriert sind. Diese Kombinationen werden dann EADFB-Laser genannt.